# جزر أندريانوف

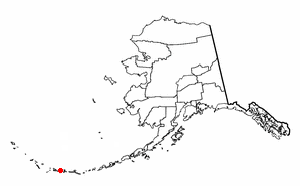
موقع جزر أندريانوف.

جزر أندريانوف هي مجموعة من الجزر في جزر ألوتيان في جنوب غرب ألاسكا. تقع عند حوالي 52 درجة شمالاً و172 درجة 57 دقيقة إلى 179 درجة 09 غرباً.

## جغرافية
تقع جزر أندريانوف بين ممر أمشيتكا ومجموعة جزر الجرذ إلى الغرب ، وممر أموكتا ومجموعة جزر فور ماونتينز في الشرق. تمتد الجزر حوالي 275 ميلاً (440 كم). تبلغ المساحة الإجمالية لجميع الجزر (بما في ذلك جزر ديلاروف) 1515.349 ميل مربع (3924.737 كيلومتر مربع).
بلغ مجموع السكان 412 شخصًا اعتبارًا من تعداد عام 2000 ، الغالبية العظمى في مدينة اداك في جزيرة اداك.

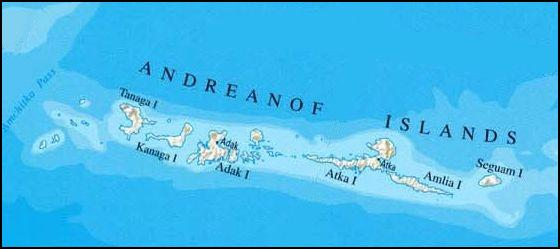
خريطة جزر أندريانوف.

### جزر
جزر ديلاروف هي مجموعة فرعية من مجموعة جزر أندريانوف بالإضافة إلى الجزر الواقعة في أقصى الغرب في المجموعة.
أكبر الجزر في المجموعة، من الغرب إلى الشرق، جزيرة جاريلوي، جزيرة كاناغا، تاناغا جزيرة أداك، جزيرة كاجالاسكا، جزيرة سيتكين عظيم، جزيرة أتكا، أمليا وجزيرة سيجوام.
عادة ما تكون الجزر ضبابية وخالية من الأشجار بسبب الرياح شبه المستمرة.

## تاريخ
سُميت جزر أندريانوف على اسم الملاح الروسي، أندريان (هادريان) تولستيك، الذي كان أول أوروبي يستكشف الجزر في عام 1761.